# Сонино (Харьковская область)
Со́нино (укр. Соніно; до 2016 года — Комсомо́льское либо Комсомо́льск) — посёлок в Григоровском сельском совете, Великобурлукский район, Харьковская область, Украина.
Код КОАТУУ — 6321482003. Население по переписи 2001 года составляло 59 человек (27 мужчин и 32 женщины).

## Географическое положение
Посёлок Сонино находится рядом с балкой Свиной Яр; в шести км от села Григоровка.
Рядом с посёлком небольшой садовый массив (~10 га).

## История
Посёлок был основан в 1750 году.
При СССР в селе был построен и работал третий производственный участок «колхоза Дружба», центральная усадьба и первый производственный участок которого находились в Григорьевке.